# Châtillon-le-Roi
Châtillon-le-Roi – miejscowość i gmina we Francji, w Regionie Centralnym, w departamencie Loiret.
Według danych na rok 1990 gminę zamieszkiwało 269 osób, a gęstość zaludnienia wynosiła 59 osób/km² (wśród 1842 gmin Regionu Centralnego Châtillon-le-Roi plasowała się wtedy na 872. miejscu pod względem liczby ludności, natomiast pod względem powierzchni na miejscu 1376.).